# Eliteserien 2008
La Eliteserien 2008, nota anche come Tippeligaen 2008 per ragioni di sponsorizzazione, fu la sessantatreesima edizione della Eliteserien, massima serie del campionato norvegese di calcio. Vide la vittoria finale dello Stabæk, al suo primo titolo. Capocannoniere del torneo fu Daniel Nannskog (Stabæk), con 16 reti.

## Stagione

### Novità
Dalla Eliteserien 2007 vennero retrocessi l'Odd Grenland (dopo aver perso lo spareggio promozione/retrocessione), lo Start e il Sandefjord, mentre dalla 1. divisjon 2007 vennero promossi il Molde, l'HamKam e il Bodø/Glimt (vincitore dello spareggio promozione/retrocessione).

### Formula
Le quattordici squadre partecipanti si affrontarono in un girone all'italiana con partite di andata e di ritorno, per un totale di 26 giornate. La prima classificata, vincitrice del campionato, veniva ammessa alla UEFA Champions League 2009-2010. La seconda e la terza classificata venivano ammesse alla UEFA Europa League 2009-2010, assieme al vincitore della Coppa di Norvegia. La tredicesima classificata disputava uno spareggio promozione/retrocessione con la quarta classificata in 1. divisjon. L'ultima classificata veniva retrocessa direttamente in 1. divisjon in un'ottica di allargamento dell'organico da 14 a 16 squadre per la stagione successiva.

## Squadre partecipanti
| Club         | Stagione | Città       | Stagione 2007            |
| ------------ | -------- | ----------- | ------------------------ |
| Aalesund     | dettagli | Ålesund     | 11º posto in Eliteserien |
| Bodø/Glimt   | dettagli | Bodø        | 3º posto in 1. divisjon  |
| Brann        | dettagli | Bergen      | Campione di Norvegia     |
| Fredrikstad  | dettagli | Fredrikstad | 8º posto in Eliteserien  |
| HamKam       | dettagli | Hamar       | 2º posto in 1. divisjon  |
| Lillestrøm   | dettagli | Lillestrøm  | 4º posto in Eliteserien  |
| Lyn Oslo     | dettagli | Oslo        | 9º posto in Eliteserien  |
| Molde        | dettagli | Molde       | 1º posto in 1. divisjon  |
| Rosenborg    | dettagli | Trondheim   | 5º posto in Eliteserien  |
| Stabæk       | dettagli | Bærum       | 2º posto in Eliteserien  |
| Strømsgodset | dettagli | Drammen     | 10º posto in Eliteserien |
| Tromsø       | dettagli | Tromsø      | 6º posto in Eliteserien  |
| Vålerenga    | dettagli | Oslo        | 7º posto in Eliteserien  |
| Viking       | dettagli | Stavanger   | 3º posto in Eliteserien  |

## Classifica finale
|  | Pos. | Squadra      | Pt | G  | V  | N  | P  | GF | GS | DR  |
|  | ---- | ------------ | -- | -- | -- | -- | -- | -- | -- | --- |
|  | 1.   | Stabæk       | 54 | 26 | 16 | 6  | 4  | 58 | 24 | +34 |
|  | 2.   | Fredrikstad  | 48 | 26 | 14 | 6  | 6  | 38 | 28 | +10 |
|  | 3.   | Tromsø       | 44 | 26 | 12 | 8  | 6  | 36 | 23 | +13 |
|  | 4.   | Bodø/Glimt   | 42 | 26 | 12 | 6  | 8  | 37 | 38 | -1  |
|  | 5.   | Rosenborg    | 39 | 26 | 11 | 6  | 9  | 40 | 34 | +6  |
|  | 6.   | Viking       | 39 | 26 | 11 | 6  | 9  | 38 | 32 | +6  |
|  | 7.   | Lyn Oslo     | 38 | 26 | 11 | 5  | 10 | 38 | 34 | +4  |
|  | 8.   | Brann        | 33 | 26 | 8  | 9  | 9  | 36 | 36 | 0   |
|  | 9.   | Molde        | 31 | 26 | 7  | 10 | 9  | 39 | 43 | -4  |
|  | 10.  | Vålerenga    | 30 | 26 | 8  | 6  | 12 | 31 | 37 | -6  |
|  | 11.  | Strømsgodset | 29 | 26 | 8  | 5  | 13 | 33 | 44 | -11 |
|  | 12.  | Lillestrøm   | 28 | 26 | 7  | 7  | 12 | 30 | 40 | -10 |
|  | 13.  | Aalesund     | 25 | 26 | 7  | 4  | 15 | 29 | 42 | -13 |
|  | 14.  | HamKam       | 21 | 26 | 5  | 6  | 15 | 22 | 50 | -28 |

Legenda:
      Campione di Norvegia e ammessa alla UEFA Champions League 2009-2010
      Ammessa alla UEFA Europa League 2009-2010
 Ammessa allo spareggio promozione/retrocessione
      Retrocessa in 1. divisjon 2009
Note:
Tre punti a vittoria, uno a pareggio, zero a sconfitta.

## Risultati
|              | Stb  | Fre  | Tro  | Bod  | Ros  | Vik  | Lyn  | Bra  | Mol  | Vål  | Str  | Lil  | Aal  | Ham  |
| ------------ | ---- | ---- | ---- | ---- | ---- | ---- | ---- | ---- | ---- | ---- | ---- | ---- | ---- | ---- |
| Stabæk       | –––– | 5-1  | 2-4  | 4-1  | 1-0  | 0-0  | 1-1  | 3-0  | 4-0  | 6-2  | 6-0  | 4-2  | 2-1  | 3-0  |
| Fredrikstad  | 0-3  | –––– | 2-0  | 2-0  | 1-1  | 1-0  | 0-2  | 1-0  | 2-1  | 2-1  | 2-1  | 4-0  | 5-0  | 2-1  |
| Tromsø       | 1-0  | 0-1  | –––– | 0-0  | 4-0  | 0-1  | 2-0  | 0-0  | 4-4  | 2-0  | 2-0  | 0-1  | 1-0  | 2-1  |
| Bodø/Glimt   | 1-1  | 2-1  | 2-0  | –––– | 1-1  | 3-2  | 2-1  | 3-1  | 2-2  | 1-2  | 3-2  | 1-0  | 2-1  | 2-0  |
| Rosenborg    | 1-2  | 1-2  | 0-1  | 1-3  | –––– | 2-0  | 2-1  | 1-1  | 3-1  | 2-1  | 1-1  | 4-0  | 3-1  | 4-0  |
| Viking       | 4-1  | 1-1  | 2-1  | 2-0  | 0-1  | –––– | 2-0  | 1-2  | 3-3  | 2-3  | 1-0  | 0-0  | 2-1  | 3-0  |
| Lyn Oslo     | 0-2  | 0-0  | 3-3  | 3-1  | 1-2  | 1-1  | –––– | 1-1  | 1-3  | 2-0  | 3-2  | 1-0  | 3-0  | 2-1  |
| Brann        | 1-2  | 4-2  | 1-1  | 4-1  | 0-0  | 1-1  | 2-0  | –––– | 3-4  | 1-0  | 1-1  | 2-1  | 1-2  | 4-1  |
| Molde        | 0-0  | 1-2  | 0-0  | 1-2  | 1-2  | 2-3  | 0-1  | 3-2  | –––– | 5-1  | 0-0  | 1-1  | 0-0  | 2-0  |
| Vålerenga    | 2-1  | 1-1  | 0-0  | 0-0  | 1-1  | 0-1  | 1-2  | 0-1  | 1-2  | –––– | 1-2  | 3-1  | 1-0  | 3-0  |
| Strømsgodset | 0-0  | 1-0  | 1-3  | 1-2  | 3-2  | 3-2  | 2-1  | 2-0  | 4-0  | 1-3  | –––– | 2-1  | 0-1  | 1-2  |
| Lillestrøm   | 1-1  | 1-2  | 1-1  | 3-0  | 4-2  | 2-0  | 1-2  | 1-1  | 1-1  | 0-3  | 3-1  | –––– | 3-0  | 0-0  |
| Aalesund     | 1-2  | 0-0  | 1-3  | 1-0  | 1-2  | 1-2  | 0-4  | 4-2  | 1-1  | 0-0  | 3-1  | 3-0  | –––– | 5-0  |
| HamKam       | 0-2  | 1-1  | 0-1  | 2-2  | 2-1  | 3-2  | 3-2  | 0-0  | 0-1  | 1-1  | 1-1  | 1-2  | 2-1  | –––– |

## Spareggio promozione/retrocessione
Allo spareggio vennero ammessi l'Aalesund, tredicesimo classificato in Eliteserien, e il Sogndal, quarto classificato in 1. divisjon. L'Aalesund vinse lo spareggio, mantenendo così la categoria.
|          | Risultati |          | Luogo e data              |
| -------- | --------- | -------- | ------------------------- |
| Sogndal  | 1 - 4     | Aalesund | Sogndal, 8 novembre 2008  |
| Aalesund | 3 - 2     | Sogndal  | Ålesund, 12 novembre 2008 |
|          |           |          |                           |

## Statistiche

### Classifica marcatori
| Gol |  |  | Giocatore              | Squadra     |
| --- |  |  | ---------------------- | ----------- |
| 16  |  |  | Daniel Nannskog        | Stabæk      |
| 12  |  |  | Johan Andersson        | Stabæk      |
| 12  |  |  | José Mota              | Molde       |
| 11  |  |  | Thorstein Helstad      | Tromsø      |
| 11  |  |  | Olivier Occéan         | Lillestrøm  |
| 10  |  |  | Veigar Páll Gunnarsson | Stabæk      |
| 10  |  |  | Espen Hoff             | Lyn Oslo    |
| 10  |  |  | Steffen Iversen        | Rosenborg   |
| 10  |  |  | Garðar Jóhannsson      | Fredrikstad |
| 10  |  |  | Morten Moldskred       | Tromsø      |
| 10  |  |  | Trond Olsen            | Bodø/Glimt  |